# 니콜 라리버테
니콜 라리버테(Nicole LaLiberte, 1981년 12월 1일 ~ )는 미국의 배우, 텔레비전 배우, 영화배우이다.

## 방송
- 하우 투 메이크 잇 인 아메리카 시즌2

## 영화
- 리가딩 더 케이스 오브 잔 다르크 (2018년)
- 더 라비린스 (2017년)
- 맨 라츠 프롬 더 헤드 (2016년)
- 애덤 그린스 알라딘 (2016년)
- 누 요크 (2012년) - 레이첼 역
- 관능소녀 복수단 (2012년) - 루 역
- 카붐 (2010년)
- 디너 게임 (2010년)